# Miroslav Stevanović
Pour les articles homonymes, voir Stevanović.
Miroslav Stevanović est un footballeur bosnien, né le 29 juillet 1990 à Zvornik. Il évolue au poste de milieu offensif au Servette FC.

## Biographie

### En club

#### Servette FC (depuis 2017)
Servette FC engage le milieu offensif, Stevanovic, en juillet 2017.
En avril 2022, il bat le record de passes décisives, avec son 19e assists.

### En équipe nationale
En août 2020, il sélectionné avec l'équipe nationale bosnienne.

## Palmarès
- FK Borac Banja Luka
  - Vainqueur de la Coupe de Bosnie-Herzégovine en 2010.

- Servette FC
  - Vainqueur de la coupe de Suisse en 2024.